# Hicanodon cinerea
Hicanodon cinerea là một chi đơn loài nhện trong họ Amaurobiidae. Chúng được Albert Tullgren miêu tả năm 1901, and và chỉ được tìm thấy ở Chile và Argentina.